# Róbert Tomaschek
Pour les articles homonymes, voir Tomaschek.
Róbert Tomaschek (né le 25 août 1972 à Nitra) est un footballeur slovaque (milieu de terrain). Il fut le capitaine de l'équipe de Slovaquie à plusieurs reprises. Il a mis fin à sa carrière à seulement 30 ans en raison d'une blessure.

## Clubs
- 1990-1993 : FC Nitra -  Tchécoslovaquie
- 1993-Jan.2000 : Slovan Bratislava -  Slovaquie
- Jan.2000-2002 : Heart of Midlothian -  Écosse

## Équipe nationale
- 52 sélections et 4 buts en équipe de Slovaquie entre 1994 et 2001